# Helen Boaden

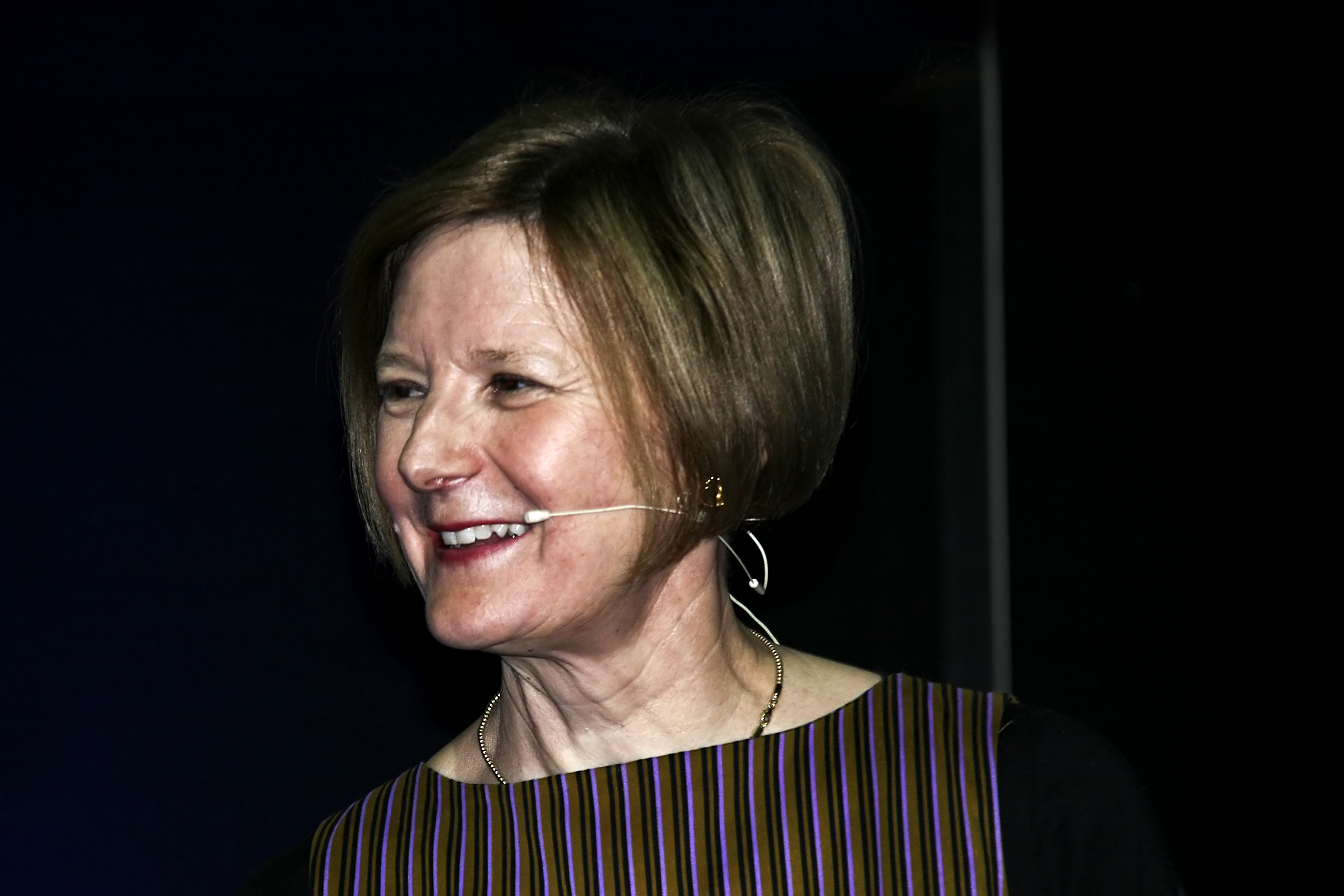
Helen Boaden

Helen Boaden (* 1. März 1956) ist eine britische Journalistin. Seit April 2011 ist Boaden verantwortlich für die globale Nachrichtensparte des BBC. Hierzu gehören unter anderem BBC World Service und BBC World News.

## Leben
Boaden besuchte die Colchester County High School für Mädchen und die Cedars Grammar School. Sie beendigte ein Studium in englischer Geschichte und englischer Literatur an der University of Sussex mit einem Bachelor. Im Jahr 1999 schloss sie die Wharton School der University of Pennsylvania mit einem MBA ab.
Boaden begann ihre Tätigkeit als Journalistin des New Yorker Radiosenders WBAI im Jahr 1979. Im Jahr 1983 wechselte sie zu Radio Leeds und damit zur BBC. Ihr weiterer Weg führte sie als Reporterin zum Radio 4 des BBC, deren verantwortliche Chefredakteurin sie im Jahr 1991 wurde. Als Moderatorin war sie dort unter anderem für das Programm Woman's Hour und verschiedene politische Sendungen zuständig. 1997 wurde sie Leiterin aller Wirtschaftsprogramme des BBC und ein Jahr später als erste Frau in der Geschichte des Senders, Leiterin der Abteilung für Zeitgeschehen. Vom 4. März 2000 bis zum 20. September 2004 war sie die Gesamtverantwortliche des Senders BBC Radio 4. Seit April 2009 ist Boaden zuständig für alle zwölf britischen Sendegebiete des BBC und die dort ausgestrahlten 40 lokalen Radiostationen. Seit April 2011 ist Boaden verantwortlich für die globale Nachrichtensparte des BBC. Hierunter fallen unter anderem BBC World Service and BBC World News. Boarden ist Mitglied des siebenköpfigen BBC Executive Board. In dieser Position war Boaden verantwortlich für deutliche Personalkürzungen. Dies führte innerhalb der BBC und der britischen Öffentlichkeit zu Diskussionen.